# Corrado Fumagalli (conduttore televisivo)
Corrado Fumagalli (Cassano d'Adda, 27 luglio 1967) è un conduttore televisivo italiano.

## Biografia
Dal 1984 al 1993 inizia a fare il dj per varie emittenti radio, tra le quali Via Radio Radio Kelly. Prima di lanciarsi nella carriera di presentatore tv apre a Bergamo diversi locali notturni.
Dal 1998 lavora in televisione, ideando Blue Night, settimanale e poi SexyBar, il salotto dell'erotismo, programma in onda ogni notte dal 1999 su numerosi canali in tutta Italia e su satellite.
Arriva poi a diventare presentatore della fiera erotica MiSex. Conclusa la collaborazione con MiSex, dal 2007 organizza BergamoSex, la festa degli amici di SexyBar, con grande affluenza di pubblico e fans. Dal 2004 al 2007 è  direttore artistico di PlayTV, un canale satellitare generalista, di cui organizza i primi palinsesti e condotto alcuni programmi di intrattenimento legati al calcio e allo spettacolo. Nel 2008 apre 18vm.tv, la prima web tv erotica d'Italia, dove si può accedere all'archivio e alla diretta delle sue numerose produzioni televisive.
Nel 2010 sviluppa l'idea di creare un canale TV tematico gratuito dedicato esclusivamente alla squadra dell'Inter sul digitale terrestre: come nome del canale viene scelto InterTV. Fumagalli assume il ruolo di direttore. Le trasmissioni partono ufficialmente il 10 settembre.
Dal 2011 al 2016 è stato opinionista a Diretta stadio sull'emittente 7 Gold.
Il 18 febbraio 2016 è stato arrestato per prostituzione minorile, con condanna a 2 anni e pena sospesa nel novembre 2016 per lo stesso reato. La condanna è stata poi confermata il 26 giugno 2017.

## Libri
- 2012 - Alla grande! - Casa Editrice Buca18